# Media Markt
Media Markt — немецкая сеть магазинов электроники и бытовой техники. Сеть образована в 1979 году и входит в состав Media-Saturn-Holding GmbH. Контрольный пакет холдинга принадлежит Metro AG.

## Media Markt в мире
На февраль 2013 года сеть Media Markt объединяла 708 магазинов в 13 странах мира: Германии, Австрии, Швейцарии, Бельгии, Греции, Венгрии, Италии, Нидерландах, Польше, Португалии, Испании, Швеции и Турции. До 2013 года магазины сети также присутствовали в Китае, до 2018 года — в России. В Италии сеть носит название Media World.
Центральный офис холдинга Media-Saturn находится в городе Ингольштадт.
Основные отличительные особенности магазинов Media Markt — это формат магазинов («магазин-склад», гипермаркет), нестандартные рекламные кампании и децентрализованная организационная структура.

## История

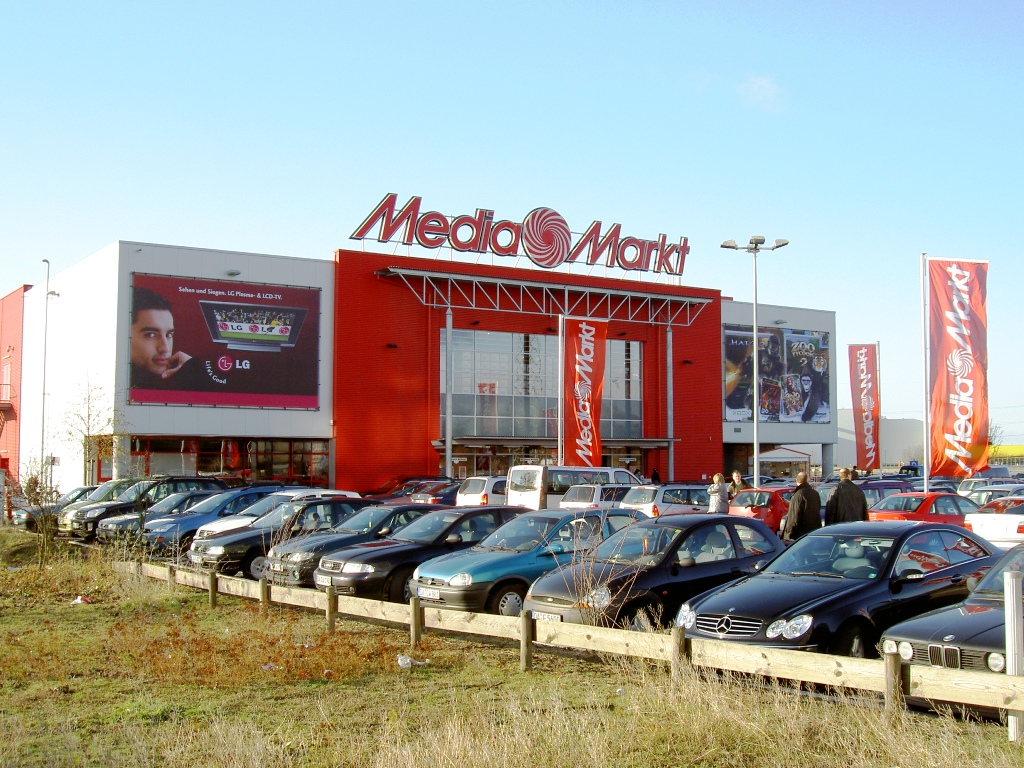
Media Markt в Вайтерштадте

В конце 1970-х в Европе не было такого понятия, как супермаркет электроники и бытовой техники. Люди покупали разную технику в разных специализированных магазинчиках или заказывали по почте.
Открыть в Германии магазин бытовой техники совершенно нового типа решили уроженцы Баварии Вальтер Гунц, Хельга и Эрих Келлерхальс, Леопольд Штифель. Супруги Хельга и Эрих Келлерхальс до этого владели маленьким магазином электроники в Ингольштадте (где и сейчас находится центральный офис холдинга Media-Saturn), Леопольд Штифель работал в этом магазине продавцом, а Вальтер Гунц руководил отделом электроники в одном из магазинов сети Kaufhaus. Они разработали концепцию: большая торговая площадь, разная бытовая техника и электроника под одной крышей, возможность перед покупкой потрогать и испытать товар плюс гарантия самой низкой цены. По правилам магазина, любой клиент имел право вернуть покупку, если найдет более выгодное предложение у конкурирующей компании в регионе.
Первый Media Markt открылся 24 ноября 1979 года в промышленном районе Мюнхена Euro-Industriepark, как раз к началу рождественского бума. Обороты магазина превысили ожидания, поэтому основатели решили развивать сеть супермаркетов бытовой техники и электроники. Эрих Келлерхальс занимался управлением и финансами, его жена Хельга отвечала за персонал и бухгалтерию, Леопольд Штифель руководил закупками и сбытом, а Вальтер Гунц стал директором первого магазина и отвечал за маркетинг и рекламу.
В 1987 году фирма насчитывала десять магазинов с оборотом 91 млн немецких марок. В 1988 году компания Kaufhof (впоследствии Metro AG) приобрела контрольную долю компании-владельца магазинов Media Markt. После этого началась международная экспансия сети — с открытия магазина во Франции в 1989 году.
28 декабря 2017 года скончался Эрих Келлерхальс — один из основателей сети гипермаркетов MediaMarkt.

## Хронология
- 1979 — Вальтер Гунц, Эрих и Хельга Келлерхальс, Леопольд Штифель открыли первый Media Markt в Мюнхене.
- 1987 — открывается десятый магазин Media Markt в Ашаффенбурге.
- 1988 — Kaufhof приобретает основную долю в холдинге Media Markt.
- 1990 — холдинг Media Markt покупает Saturn-Hansa Handels GmbH, положив начало будущей двухбрендовой стратегии развития компании. Первый Media Markt появляется в Австрии.
- 1991 — сеть открывает первый магазин в Италии под брендом Media World.
- 1994 — сеть выходит на рынок Швейцарии.
- 1996 — несколько немецких торговых компаний формируют группу Metro AG. Этому концерну принадлежит 70 % Media-Saturn-Holding GmbH.
- 1997 — сотый немецкий Media Markt открывается в Мюнхене. Сеть выходит на рынок Венгрии.
- 1998 — Media Markt приходит в Польшу.
- 1999 — первые магазины Media Markt открываются в Испании и Нидерландах. Магазин в Амстердаме становится трёхсотым магазином холдинга Media-Saturn.
- 2002 — Media Markt начинает работу в Бельгии.
- 2004 — первый магазин Media Markt открывается в Португалии. Пятисотый магазин группы компаний Media-Saturn открывается в Бильбао.
- 2005 — в Гамбурге открывается трёхсотый немецкий Media Markt. Состоялся выход сети в Грецию.
- 2006 — сеть выходит на рынок Швеции и России.
- 2007 — самый большой Media Markt открывается на Александерплац в Берлине. Сеть выходит на рынок Турции.
- 2012 — открылся магазин в Рязани, ставший девятисотым магазином холдинга Media-Saturn в мире[6].
- 2013 — в России они были объединены с mult.ru, где на заставках мультсериала Масяня можно увидеть логотип Mediamarkt. Также эта сеть магазинов бытовой техники и электроники ушла из Китая.
- 2018 — закрытие сети магазинов в России. 42 сетевых магазина были проданы торговой сети М.Видео. Взамен Media-Saturn Holding GMBH получила 15,12 % акций сети М.Видео и кресло в совете директоров[7].

## Формат магазинов
Магазины Media Markt — это гипермаркеты электроники и бытовой техники с торговой площадью от 2,5 до 10 тыс. м² и ассортиментом около 45 тыс. наименований товаров.
Media Markt работает по принципу «магазин-склад», когда практически весь товар выставлен в торговом зале. Товар выкладывается на поддонах, поэтому даже крупную технику можно забрать прямо из торгового зала. Концепция презентации товаров состоит в том, что все устройства перед покупкой можно осмотреть, потрогать, подержать в руках и протестировать. На момент создания сети в 1979 году такой подход был новаторским.
Как и многие другие крупные розничные торговцы, под влиянием интернета Media Markt развивает многоканальные продажи (интернет-магазин, мобильные приложения).

## Принцип децентрализации
В основе организационной структуры Media Markt лежит принцип децентрализации, нетипичный для торговых сетей. Магазины развиваются как отдельные предприятия, относительно не зависимые от центрального офиса. Директор каждого магазина самостоятельно принимает решения, касающиеся управления персоналом, ассортимента, цен и маркетинговой политики, исходя из особенностей спроса в конкретном городе или районе, и несет ответственность за результат. В Германии директора имеют долю до 10 % акций магазина, в России директор получает бонус в размере 10 % от чистой прибыли магазина за год. Такая система мотивации призвана повысить эффективность ведения бизнеса.

Центральный офис занимается решением задач, важных для развития сети в целом, например, разработкой общей стратегии, имиджа, продвижением на национальном уровне, внедрением новшеств и так далее.

## Реклама и маркетинг
Нестандартная, броская, зачастую провокационная реклама — характерная черта имиджа Media Markt. Слоганы Media Markt «Die Mutter aller guten Käufe» (нем. «Мать всех удачных покупок»), «Gut, dass wir verglichen haben» (нем. «Хорошо, что мы сравнили») или «Saubillig und noch viel mehr» («Свински дешево и не только») вошли в историю рекламы и стали частью немецкой культуры. На сегодняшний день бренд Media Markt является одним из самых узнаваемых в Германии и во всей Европе. 96 % немцев узнают слоган «Ich bin doch nicht blöd!» (нем. «Я же не тупой») и ассоциируют его с Media Markt.
За большинством оригинальных рекламных и маркетинговых идей стоял Вальтер Гунц — один из основателей Media Markt. При нем появился логотип с вихрем между словами Media и Markt, символизирующий бурю эмоций и впечатлений, которые сопровождают покупки в магазинах сети. Гунц придумал рекламу, которую запустили всего через год после открытия первого магазина в Мюнхене: «Через 99 лет мы будем праздновать столетний юбилей Media Markt!». Он же стал автором одной из первых креативных акций — чемпионата по метанию на дальность старых видеомагнитофонов на парковке у Media Markt в Мюнхене. Победитель получал в подарок новое устройство. А после сильного пожара в том же первом магазине Гунц придумал рекламу «Brandheiße Preise bei Media Markt» («В Media Markt цены — огонь»).
На российский рынок Media Markt вышел с кампанией «Настоящее из России, Настоящее из Германии!», где были обыграны стереотипные представления о России и русских ценностях: загадочная русская душа, матрешки, черная икра и даже образ красотки — новой русской! Всему этому противопоставлялся настоящий немецкий бренд — Media Markt. Однако ситуация с запуском осложнялась игрой главного конкурента — Эльдорадо, который полностью скопировал колор-код Мedia Markt, а также юмористический стиль и особую подачу. Агентству пришлось пойти на беспрецедентный шаг и поменять цвета Бренда на оригинальный маджентовый. Помимо этой кампании, зрителям запомнились ролики с поросенком, который пел «Хрю-хрю, экономить я люблю!» #, а также весьма трешовой кампанией «Улет!» — самой ругаемой рекламной кампании тех лет. Однако клиент и немецкий офис в Мюнхене остались невероятно довольны — знание о бренде достигло значительных высот.
Во всех магазинах проводилась активная маркетинговая политика: конкурсы, дегустации, ночи шопинга, автограф-сессии звезд мировой эстрады. Открытия магазинов в России проходили в полночь и сопровождались шоу-программой.
Сеть Media Markt являлась одним из крупнейших рекламодателей в регионах присутствия. Например, в Москве сеть входила в Топ-5 рекламодателей с наибольшими бюджетами на рынке радиорекламы.
Провокационная реклама Media Markt иногда становилась предметом судебных разбирательств. Например, в середине 2011 года ФАС в Самаре оштрафовала сеть на 100 тыс. руб. за рекламу на радио «Фууу, двойка!», расценив её как отрицательно влияющую на детскую психику.
С 2016 года официальным гимном магазина стала песня Listen to Your Heart шведской группы Roxette. Для продвижения бренда и привлечения клиентов магазин устраивал автограф-сессии следующих мировых и российских звёзд: Scorpions, Garbage, Bob Sinclar, Megadeth, P.O.D, Slayer, Scootеr, Guano Apes, Бурановские бабушки, Xzibit, Deep Purple, Дима Билан, Apocaliptyca, Иван Охлобыстин, G3, Lindemann, Ранетки, Сергей Лазарев, Паша Бицепс, Morcheeba, Светлана Сурганова, МакSим, Uriah HEEP, Сергей Шнуров.

## Новшества
В апреле 2012 года сеть Media Markt объявила о том, что совместно с METRO Group RFID Innovation Center (Германия) работает над пилотным проектом по внедрению технологии RFID в магазинах компании (презентация о проекте и видео — фантазия о том, как технология RFID могла бы использоваться в будущем, выложены в широком доступе). Тестирование началось в середине ноября в отделе «Мультимедиа» и «Аксессуары» магазина Media Markt в ТЦ «Золотой Вавилон Ростокино» (Москва). RFID-метки применяются для автоматизации процесса приемки и учета товара, а также в торговом зале для удобства покупателей (контроль наличия товара на полке). Инвестиции в пилотный магазин составили 164 000 евро. Таким образом, сеть Media Markt стала первой в России розничной компанией в сегменте бытовой техники и электроники, начавшей тестирование RFID.
В конце 2013 года во всех магазинах Media Markt появилась возможность сдать использованные батарейки и аккумуляторы для дальнейшей переработки.